# Simtuna kyrka

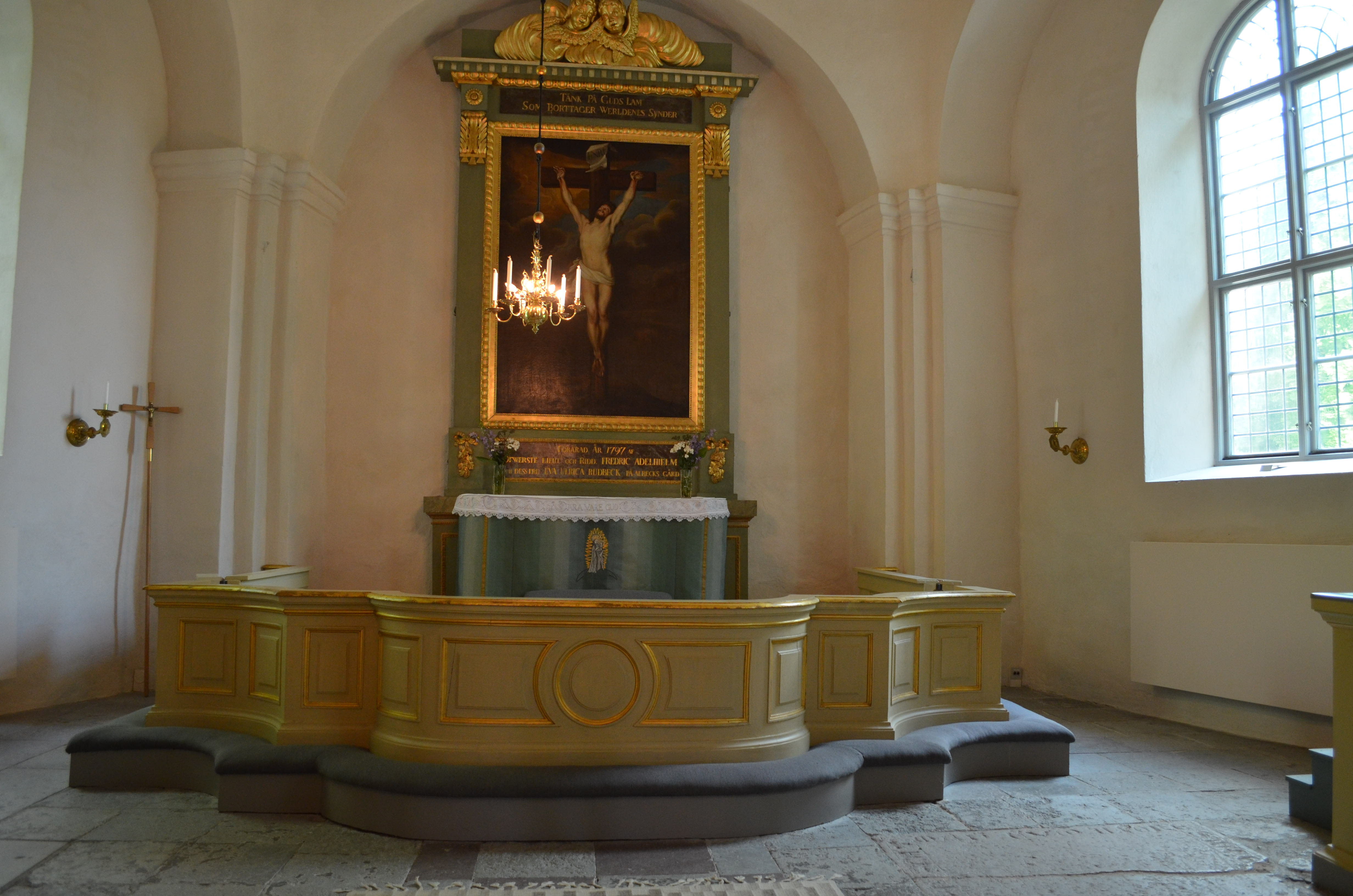
Altaret

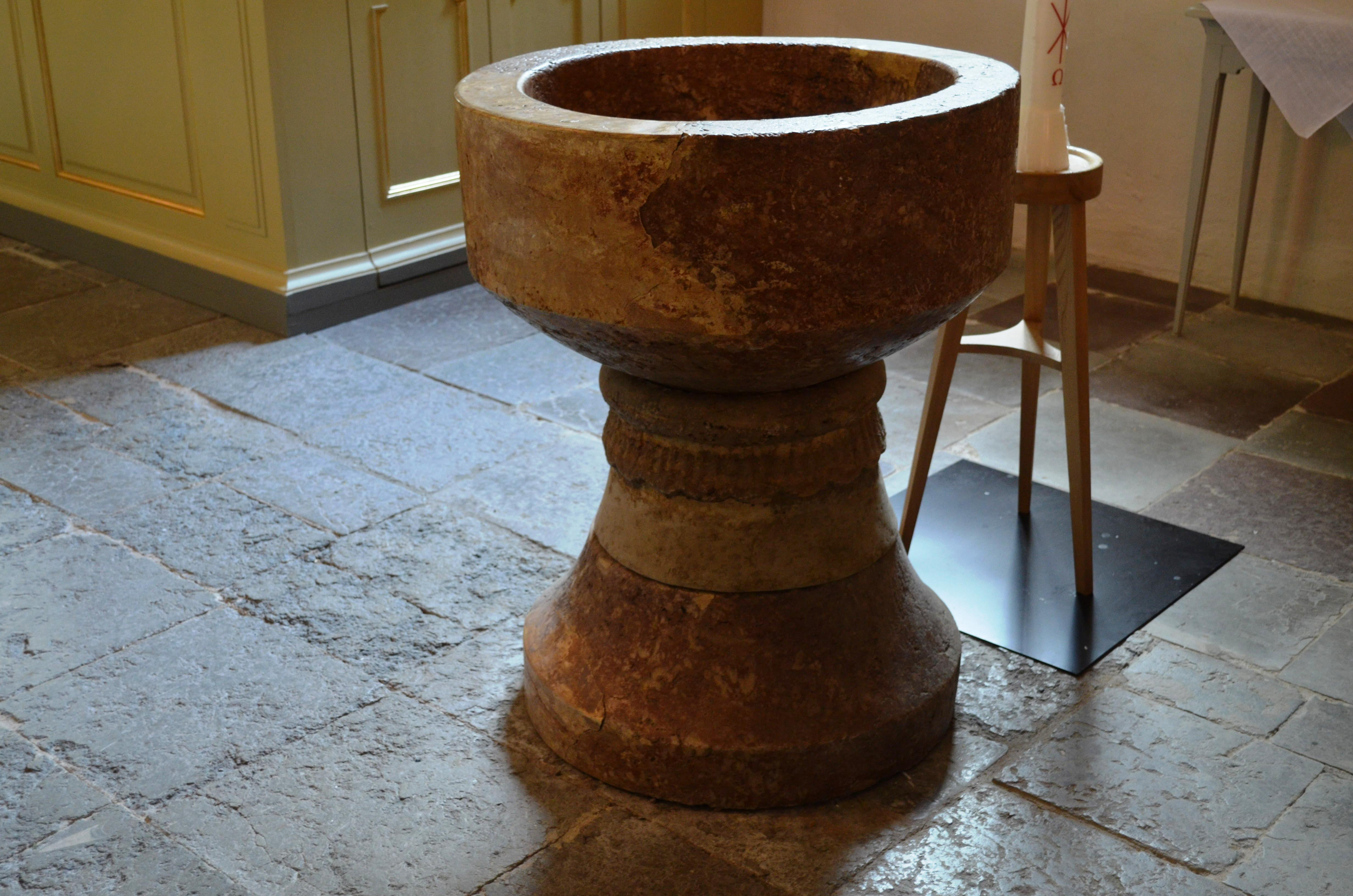
Dopfunten

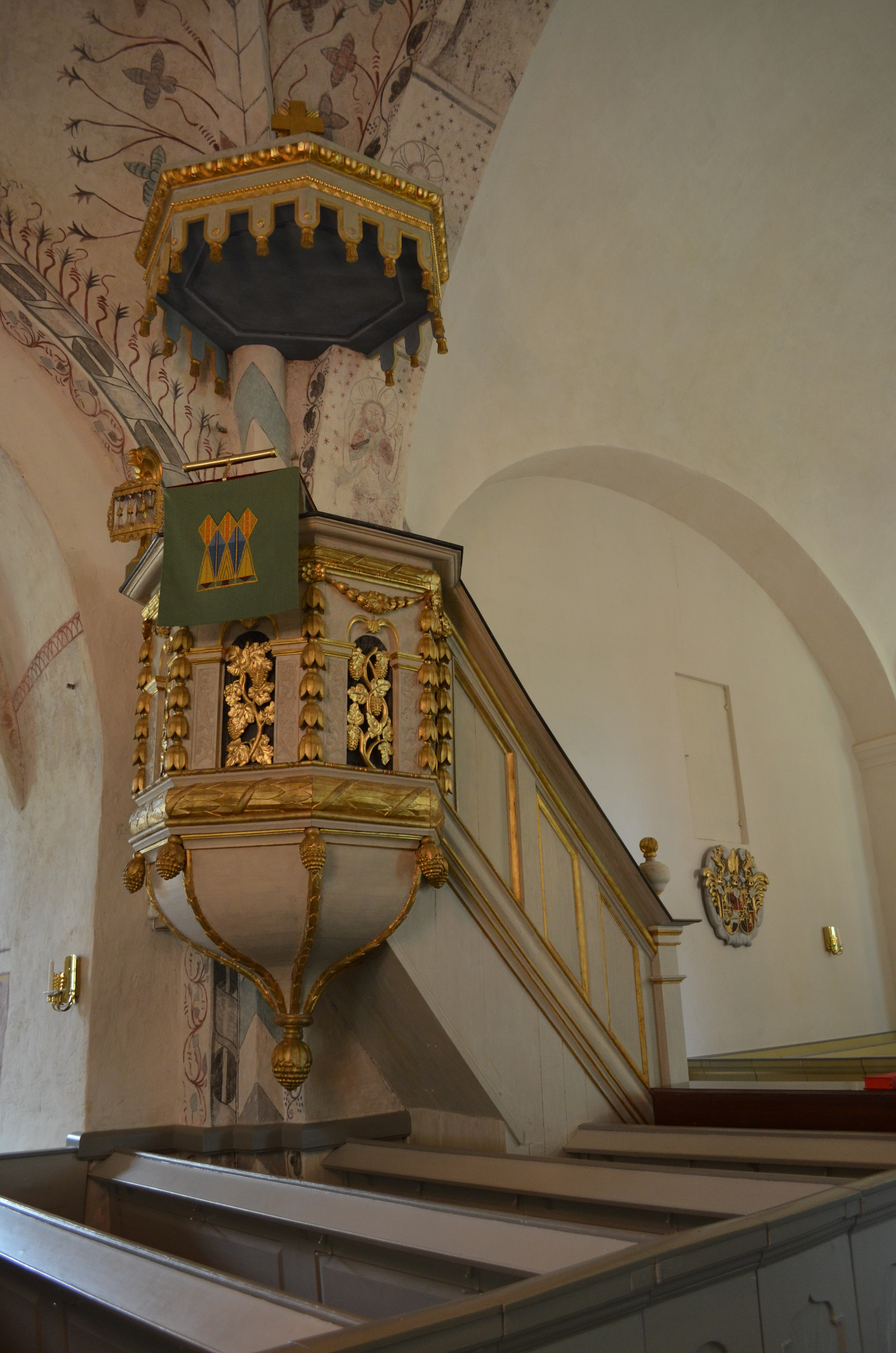
Predikstolen

Simtuna kyrka är en kyrkobyggnad i Simtuna socken i Uppsala stift. Den tillhör Fjärdhundra församling i Enköpings kommun och var fram till församlingssammanslagningen 2006 församlingskyrka i Simtuna församling. Kyrkan ligger knappt två mil nordväst om Enköping och väster om Fjärdhundra. Under medeltiden tillhörde kyrkan domkapitlets elfte kanonikat. 

## Kyrkobyggnaden
Kyrkan är huvudsakligen byggd av gråsten och har en korsformad planform. I väster finns ett kyrktorn. I öster finns koret och norr om detta ligger en sakristia.
Delar av tornet och anslutande västra delen av långhuset fram till korsarmarna härstammar troligen från en ursprunglig kyrka som uppfördes på 1200-talet. Dess murar var lägre än de nuvarande och koret var smalare. Omkring mitten av 1400-talet höjdes det ursprungliga gråstenstornet med en påbyggnad av tegel. Vid samma tid revs det gamla koret och ersattes med ett rakt avslutat kor av samma bredd som långhuset. Vid korets norra sida byggdes en sakristia och intill sakristians västra sida uppfördes norra korsarmen, som numera är dopkapell. På 1460-talet dekorerades korvalven och långhusets valv och högmurar med kalkmålningar. Motiven är växtornamentik och figurscener av samma typ som i Ärentuna kyrka. Strax efter år 1500 uppfördes södra korsarmen som försågs med takvalv redan från början. Samtidigt försågs norra korsarmen med takvalv som dekorerades med kalkmålningar. Ett numera rivet vapenhus vid södra sidan uppfördes under senmedeltiden.
Kyrkan var tämligen oförändrad fram till 1746, då fönstren förstorades. 1761 byggdes korväggen om med sitt valv och kyrkan fick sin nuvarande planform med ett tresidigt avslutat kor. Troligen var det då alla kalkmålningar överputsades. 1820 byggdes tornet om till nyklassicistisk stil efter ritningar av Samuel Enander. Senare på 1800-talet revs det medeltida vapenhuset. Åren 1953 till 1955 renoverades kyrkan efter ritningar av Erik Fant. Efter hans bortgång fullföljdes arbetet av Jörgen Fåk.
Exteriör och interiör uppvisar båda en blandning av medeltid och nyklassicism. Takvalven och de under senare tid framtagna kalkmålningarna ger kyrkorummet en prägel av medeltid. Nyklassicismen visar sig främst genom altaruppsatsen och predikstolen. Under 1900-talet tillverkades den slutna bänkinredningen efter mönster av bevarade dörrar från omkring 1700.

## Inventarier
- Dopfunten är ett gotländskt arbete från 1200-talet och är placerad i koret.
- Predikstolen är från 1678 men ombyggd 1797.
- Altaruppsatsen är möjligen tillverkad av Jonas Holmin och skänktes till kyrkan 1797 av Fredric Adelheim på Ahlbäcks gård.
- Altarring och nummertavla är från 1779.
- I södra korsarmen står orgeln som tillverkades 1955.
- I tornet hänger tre klockor, lillklockan gjuten 1664, omgjuten 1785 av Lars Björkman i Sala, mellanklockan gjuten 1664 av Ambjörn Andersson i Stockholm och storklockan är omgjuten i Stockholm av Samuel Grönwall 1828 och är försedd med inskriften: "Jag kallar idag till bättring, i morgon till graven. Välsignad den som kommer i Herrans namn."

### Orgel
- 1646 byggde Lars Ersson, Enköping en orgel med 7 stämmor. Den stod på korläktaren över sakristiedörren. Orgeln med målningar kostade 369 daler.
- 1726 byggdes en ny orgel med 8 stämmor av Johan Niclas Cahman, Stockholm. 1758 flyttad Jonas Gren & Petter Stråhle orgeln från koret till den nybyggda västläktaren.[1]
- 1862 byggde Anders Gustaf Nygren, Stockholm en orgel med 11 stämmor, en manual och pedal. I samband med kyrkans restaurering 1953-1955 revs läktaren och orgeln magasinerades.
- Den nuvarande orgeln byggdes 1955 av A Mårtenssons Orgelfabrik AB, Lund och är en elektrisk orgel med slejflådor. Fasaden är samtida med orgeln och ritad av Jörgen Fåk. Orgeln står i södra sidokoret och har ett tonomfång på 56/30. Orgeln renoverades i samband med den senaste kyrkorenoveringen 2010 och försågs då med ett nytt digitalt Setzer-kombinationssystem och en cymbelstjärna.

| Huvudverk I         | Svällverk II      | Pedal         | Koppel   |
| Principal 8'        | Fugara 8´         | Subbas 16´    | I/P      |
| Spetsflöjt 8'       | Rörflöjt 8'       | Oktava 8´     | II/P     |
| Gedackt 8´          | Principal 4'      | Gedackt 8´    | II/I     |
| Oktava 4'           | Flöjt 4'          | Nachthorn 4'  | II 16'/I |
| Quinta 2 2/3'       | Nasard 2 2/3'     | Mixtur III 2' | II 4'/I  |
| Oktava 2'           | Waldflöjt 2'      | Basun 16'     | II 4'/P  |
| Mixtur III-V 1 1/3' | Ters 1 3/5'       |               |          |
| Trumpet 8'          | Krumhorn 8'       |               |          |
|                     | Tremulant         |               |          |
| Cymbelstjärna       | Crescendosvällare |               |          |

### Webbkällor
- anläggningspresentation